# Xaniona robertiana
Xaniona robertiana är en insektsart som först beskrevs av Lasso och Lacha 1948.  Xaniona robertiana ingår i släktet Xaniona och familjen dvärgstritar.
Artens utbredningsområde är Spanien. Inga underarter finns listade i Catalogue of Life.